# Флерден
Флерден (нем. Flerden) — коммуна в Швейцарии, в кантоне Граубюнден. 
Входит в состав округа Хинтеррайн. Население коммуны составляет 223 человека (на 31 декабря 2013 года). Официальный код  —  3662.
Для большинства жителей общины родным является немецкий язык. В общине расположена средневековая церковь.